# Джай Кортні
Джай Стефан Кортні (англ. Jai Stephan Courtney; нар. 15 березня 1986, Новий Південний Уельс, Австралія) — австралійський актор, відомий за ролю Варрона в серіалі «Спартак: Кров і пісок» та ролями у фільмах «Джек Річер» і «Міцний горішок. Гарний день, аби померти».

## Життєпис
Кортні народився і виріс на північному заході Нового Південного Уельсу. Його батько Кріс працює в державній електроенергетичної компанії, мати Карен викладає в початковій школі, в якій навчався Джай. Закінчив Західну австралійську академію театрального мистецтва.

## Кар’єра
22 лютого 2012 року було оголошено, що він зніметься у фільмі «Міцний горішок. Гарний день, аби померти» в ролі сина Джона Макклейна — Джека Макклейна. Також він зіграв негативну роль у фільмі «Джек Річер» з Томом Крузом в головній ролі. 14 березня 2013 року було оголошено, що Кортні отримав роль Еріка у фільмі «Дивергент» — екранізації однойменного роману. Потім стало відомо, що Кортні виконає роль Еріка і в другій частині Дивергента: Інсургент. У лютому 2014 стало відомо, що він зіграє Кайла Різа у фільмі «Термінатор: Генезис»

## Фільмографія

### Фільми
| Рік  |    | Українська назва                         | Оригінальна назва               | Роль                                        |
| ---- | -- | ---------------------------------------- | ------------------------------- | ------------------------------------------- |
| 2005 | ф  | Старшокласники                           | Boys Grammar                    | Алекс                                       |
| 2009 | ф  | Stone Bros.                              | Stone Bros.                     | Ерік                                        |
| 2012 | ф  | Джек Річер                               | Jack Reacher                    | Чарлі                                       |
| 2013 | ф  | Міцний горішок. Гарний день, аби померти | A Good Day to Die Hard          | Джек Макклейн                               |
| 2013 | ф  | Особливо тяжкий злочин                   | Felony                          | Джим Мелік                                  |
| 2014 | ф  | Я, Франкенштейн                          | I, Frankenstein                 | Ґідеон                                      |
| 2014 | ф  | Дивергент                                | Divergent                       | Ерік                                        |
| 2014 | ф  | Шукач води                               | The Water Diviner               | підполковник Сесіл Гілтон                   |
| 2014 | ф  | Нескорений                               | Unbroken                        | Г'ю «Кап» Каппернел                         |
| 2015 | ф  | Інсургент                                | The Divergent Series: Insurgent | Ерік                                        |
| 2015 | ф  | Термінатор 5                             | Terminator Genisys              | Кайл Різ                                    |
| 2015 | ф  | Війна                                    | Man Down                        | Девін Робертс                               |
| 2016 | ф  | Загін самогубців                         | Suicide Squad                   | Джордж Гаркнесс / Капітан Бумеранг          |
| 2016 | ф  |                                          | The Exception                   | к-н Стефан Брандт                           |
| 2019 | ф  | Мій друг містер Персіваль                | Storm Boy                       | Том Відлюдник                               |
| 2019 | ф  | Аліта: Бойовий ангел                     | Alita: Battle Angel             | Джашуган (в титрах не зазначений)           |
| 2019 | ф  |                                          | Buffaloed                       | Візз                                        |
| 2019 | ф  |                                          | Semper Fi                       | Келлаген                                    |
| 2020 | мф |                                          | 100% Wolf                       | Flasheart (озвучення)                       |
| 2020 | ф  | Чесний злодій                            | Honest Thief                    | агент Нівенс                                |
| 2021 | ф  | Загін самогубців 2                       | The Suicide Squad               | Джордж «Діґґер» Гаркнесс / Капітан Бумеранг |
| 2021 | ф  | Красуня на драйві                        | Jolt                            | Джастін                                     |
| 2022 | ф  |                                          | Black Site                      | Реймонд Міллер                              |
| 2023 | ф  |                                          | Catching Dust                   | Клайд                                       |
| 2024 | ф  |                                          | Runt                            | Брайан Ширер                                |

### Телебачення
| Рік       |    | Українська назва       | Оригінальна назва                        | Роль                                          |
| --------- | -- | ---------------------- | ---------------------------------------- | --------------------------------------------- |
| 2008      | с  | Всі святі              | All Saints                               | Гарві Евент (2 епізоди)                       |
| 2008—2009 | с  | В гості до Рафтерсів   | Packed to the Rafters                    | Деміен (2 епізоди)                            |
| 2010      | с  | Спартак: Кров і пісок  | Spartacus: Blood and Sand                | Варро (10 епізодів)                           |
| 2017      | с  |                        | Wet Hot American Summer: Ten Years Later | Ґарт (4 епізоди)                              |
| 2020      | с  | Без громадянства       | Stateless                                | Кем Сендфорд (головна роль)                   |
| 2022      | мс | Любов, смерть і роботи | Love, Death & Robots                     | Спенсер (Епізод: "In Vaulted Halls Entombed") |
| 2022      | с  | Список смертників      | The Terminal List                        | Стів Хорн (3 епізоди)                         |
| 2023      | с  | Калейдоскоп            | Kaleidoscope                             | Боб Гудвін (8 епізодів)                       |
| 2025      | с  | Первісна Америка       | American Primeval                        | Вірджил Каттер (6 епізодів)                   |